# Uiseong-gun
Uiseong (hangul 의성군, hanja 義城郡) är en landskommun (gun) i den sydkoreanska provinsen Norra Gyeongsang. Folkmängden var 52 294 invånare i slutet av 2020.

## Administrativ indelning
Kommunens administrativa huvudort är köpingen Uiseong-eup med 13 604 invånare (2020). Resten av kommunen är indelad i 17 socknar: 
Angye-myeon,
Anpyeong-myeon,
Ansa-myeon,
Bian-myeon,
Bongyang-myeon,
Chunsan-myeon,
Dain-myeon,
Danbuk-myeon,
Danchon-myeon,
Danmil-myeon,
Gaeum-myeon,
Geumseong-myeon,
Gucheon-myeon,
Jeomgok-myeon,
Oksan-myeon,
Sagok-myeon och
Sinpyeong-myeon.

## Bilder

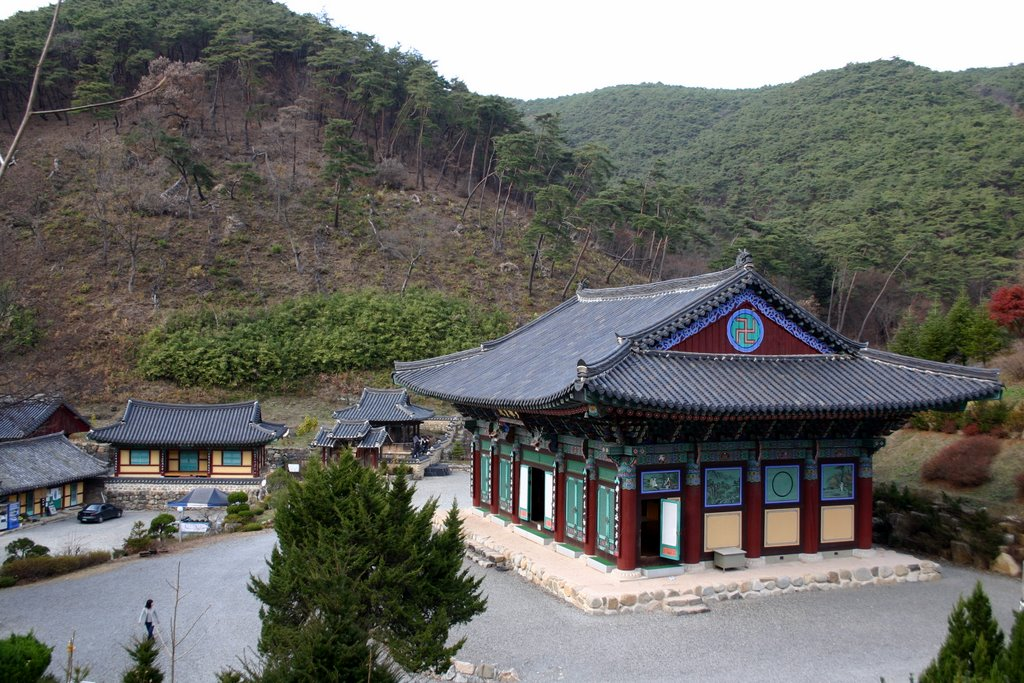
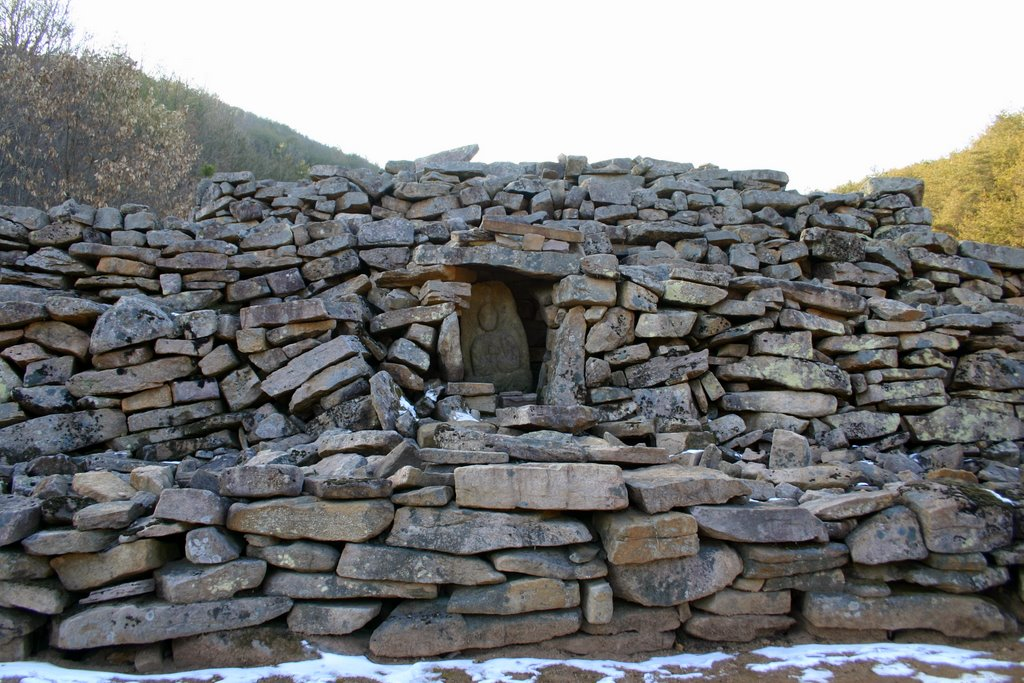
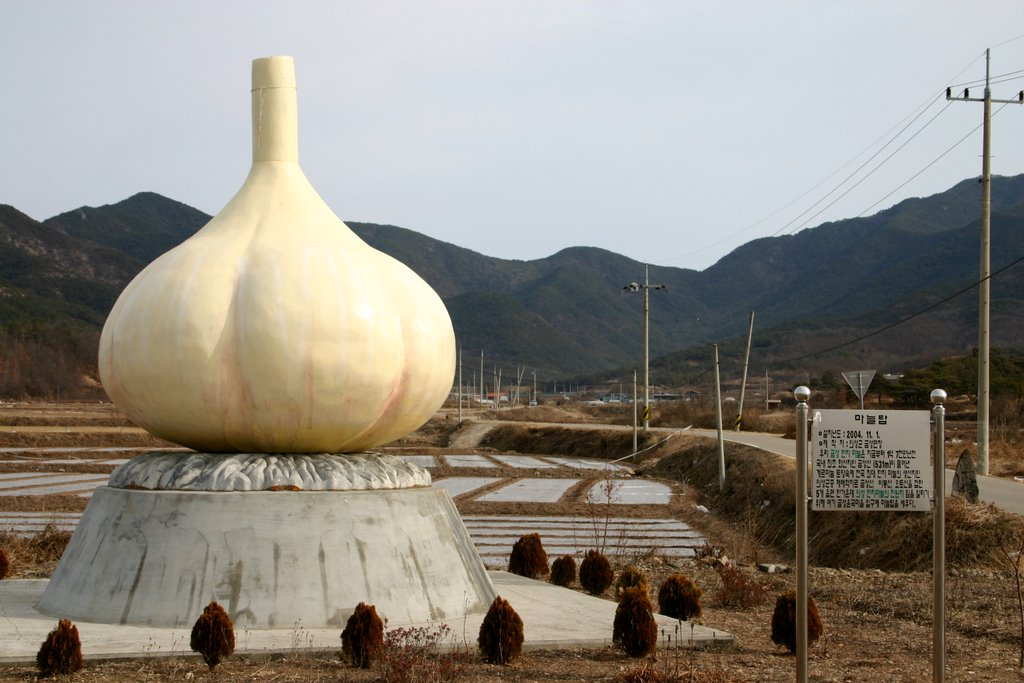

## Vänorter
Uiseong är vänort med:
- Yeonggwang, Sydkorea
- Xianyang, Kina
- Mandal, Mongoliet